# Ouled Djellal
Ouled Djellal è un comune dell'Algeria, situato nella provincia omonima.